# أوسكار باريخا
أوسكار باريخا (بالإسبانية: Óscar Pareja)‏ هو مدرب كرة قدم ولاعب كرة قدم كولومبي في مركز الوسط، ولد في 10 أغسطس 1968 في ميديلين في كولومبيا. شارك مع منتخب كولومبيا لكرة القدم. أما مع النوادي، فقد لعب مع إنديبندينتي ميديلين وديبورتيفو كالي ونادي دالاس ونيو إنغلاند ريفولوشن.

## وصلات خارجية
- أوسكار باريخا على موقع الدوري الأمريكي (الإنجليزية)
- أوسكار باريخا على موقع قاعدة بيانات كرة القدم.إي يو (الإنجليزية)
- أوسكار باريخا على موقع ناشيونال فوتبول تيمز (الإنجليزية)
- أوسكار باريخا على موقع عالم كرة القدم.نت (الإنجليزية)